# Euchalcia hutsonii
Euchalcia hutsonii är en fjärilsart som beskrevs av Smith 1904. Euchalcia hutsonii ingår i släktet Euchalcia och familjen nattflyn. Inga underarter finns listade i Catalogue of Life.